# Pic Gaspard
Pic Gaspard – szczyt w Alpach Delfinackich, części Alp Zachodnich. Leży w południowo-wschodniej Francji w regionie Prowansja-Alpy-Lazurowe Wybrzeże, przy granicy z Włochami. Najbliżej położona miejscowość to Pelvoux.
Pierwszego wejścia na szczyt dokonali 6 lipca 1878 r. Henry Duhamel i Christophe Roderon w towarzystwie przewodników Pierre'a Gasparda i jego najstarszego syna. Droga, która wiodła ściana wschodnią, jest dziś nazywana „klasyczną”.
Pierwszego wejścia bardzo trudną (TD) ścianą południową dokonali Giusto Gervasutti i Lucien Devies w 1935 r.
16 lipca 2016 roku Marc Bret sfotografował szczyt z Pic de Finestrelles w Pirenejach, odległego o 443 km. Tym samym szczyt stał się najdalszym obiektem na Ziemi sfotografowanym z innego miejsca.